# Jonny Craig
Jonathan Monroe "Jonny" Craig (nascido em 26 de março de 1986 em Abbotsford, Colúmbia Britânica) é um vocalista canadense-americano. Ele é ex-vocalista das bandas Dance Gavin Dance, Emarosa e Ghost Runner on Third. Ele tem um projeto solo de mesmo nome, com o qual ele lançou um álbum de estúdio e um álbum ao vivo até à data. Ele também fez parte do subgrupo Isles & Glaciers. Craig possui o alcance vocal de um baritenor e seu tipo distinto de cantar é sempre baseado no soul, ele ganhou uma grande quantidade de elogios.

## Início da vida
Jonny nasceu na Colúmbia Britânica. Em entrevistas afirma que viveu em uma ilha. A música sempre esteve em sua vida, sua avó que cantava em um coral da igreja ensinou-lhe tudo o que sabe, como Jonny declarou em uma entrevista. Jonny também diz que sua mãe tocava Michael Bolton e ele começou cantar muito cedo. Quando criança,  diz que "teve um tempo difícil de se manter fora de problemas" e que "escola não era para ele". Explicou mais tarde que essa era a razão pela qual  deixou a escola e alcançou seu GED, em seguida focando na música em tempo integral. "Eu só queria uma fuga de um monte de coisas quando eu era criança, eu acho. Eu só queria ficar longe de um monte de problemas que eu estava lidando com a casa e outras coisas", afirma Craig em entrevista à rádio KLSU como sua razão para começar seu caminho na música.

## Carreira musical

### Início como músico (2000–2007)
Antes de formar sua primeira banda, no ano de 2000 Craig estava fazendo testes para bandas ao entrar no ensino médio nos Estados Unidos, nenhum dos quais ele foi aceito. Craig então formou uma banda chamada Westerhalts , uma banda de garagem de Tacoma, Washington. Aos 15 anos, Craig lançou sua primeira música com o Westerhalts intitulada "Change, Leisure, and Retirement" em 2001. Ele, então, passou a ser o vocalista da banda de pop punk Ghost Runner on Third em 2002. Ele recebeu críticas positivas sobre o  EP de estréia da banda, Speak Your Dreams, lançado em 4 de janeiro de 2005. Allmusic afirma que Craig foi:". A arma secreta da banda, um vocalista apaixonado Não há um mau caminho, para ser encontrado aqui, mas Craig tende a ofuscar seus colegas de banda inteira".
Logo no início de sua carreira com Ghost Runner On Third, foi citado que os problemas de drogas levaram a sua partida, como dito pelo Dance Gavin Dance em seu antigo blog sobre Craig, depois que ele foi expulso da banda. Embora Craig tenha negado as declarações feitas, Dance Gavin Dance não recuou a partir dessas observações, que explicam a razão para todos os problemas e em parte por sua ex-banda Ghost Runner on Third. Dance Gavin Dance também culpou a partida de Sean O'Sullivan sobre o comportamento de Craig principalmente, embora houvesse outros fatores. Apesar de suas diferenças do passado, ambos os membros atuais e anteriores do Dance Gavin Dance desde então se tornaram amigos. Consider a Thief (banda anterior de O'Sullivan) também foi listada no álbum do Emarosa Relativity na seção de agradecimentos especiais do livreto.

### Dance Gavin Dance e Emarosa (2007–2012)
Jonny Craig gravou o álbum de estréia com o Dance Gavin Dance, Downtown Battle Mountain também recebeu críticas positivas. Allmusic afirma que "co-vocalista gritando é regularmente histérico pode mudar sua mente para sempre"
Em uma entrevista feita em março de 2007, foi citado que Jonny Craig veio com o nome de Dance Gavin Dance e tinha planejado nomear sua banda anterior, "Ghost Runner On Third", por esse nome. Depois de ser expulso do Dance Dance Gavin após o Festival "Saints and Sinners", em Nova Jersey, Jonny Craig entrou como vocalista para o A Skylit Drive temporariamente, e viajou com eles, enquanto o vocalista Jordan Blake estava doente. A banda deixou bem claro em shows e em seu site que ele não era o novo vocalista e que a situação seria apenas temporária. Tinha passado apenas 2 semanas desde que ele deixou o Dance Gavin Dance e ele já se juntou ao Emarosa que foi deixado sem um vocalista.
Em 18 de agosto de 2010, Dance Gavin Dance exclusivamente revelou a imprensa alternativa que eles se separaram com o vocalista Kurt Travis e que Jonny Craig, juntamente com outro vocalista original, Jon Mess, iráo retornar para a banda para gravar um novo álbum. A formação reunida também embarca em uma corrida liderando a próxima primavera. Craig deveria permanecer no Emarosa também.
A música "Heels & Dresses" do rapper Game e DJ Skee de seu álbum de mixtape Black Ligths apresenta vocais de Craig, que vem da música "The Robot With Human Hair Pt. 1." A música "Bottled Up Like Smoke" do rapper Bizzy Bone de seu Crossover EP e do álbum Crossroads, também apresenta vocais de Craig.
Em 11 de abril de 2011, Emarosa anunciou publicamente que Jonny Craig não seria mais um membro do grupo. De acordo com uma declaração feita pela banda, "Esta decisão tem sido um difícil de fazer, mas nós sentimos que é do melhor interesse para a banda seguir para a frente"."Jonny Craig" foi o tema top trending no Twitter no dia do anúncio.
Jonny Craig declarou recentemente em uma entrevista com a AltPress que ele vai cantar em toda a turnê The All Stars.
Em 20 agosto de 2012 Jonny Craig foi "expulso" do Dance Gavin Dance mais uma vez por razões relativas à Craig sendo "publicamente repreendido pelo dono da Sumerian Records por ofensas múltiplas". A notícia veio à tona depois de Jonny divulgou um comunicado em seu Twitter pessoal.

### Isles & Glaciers (2008–2010)
No início de setembro de 2008, Chiodos e o vocalista do Cinematic Sunrise Craig Owens, anunciou que ele e Jonny Craig estariam gravando um disco de EP até o final do ano, mencionando também Vic Fuentes e outros.

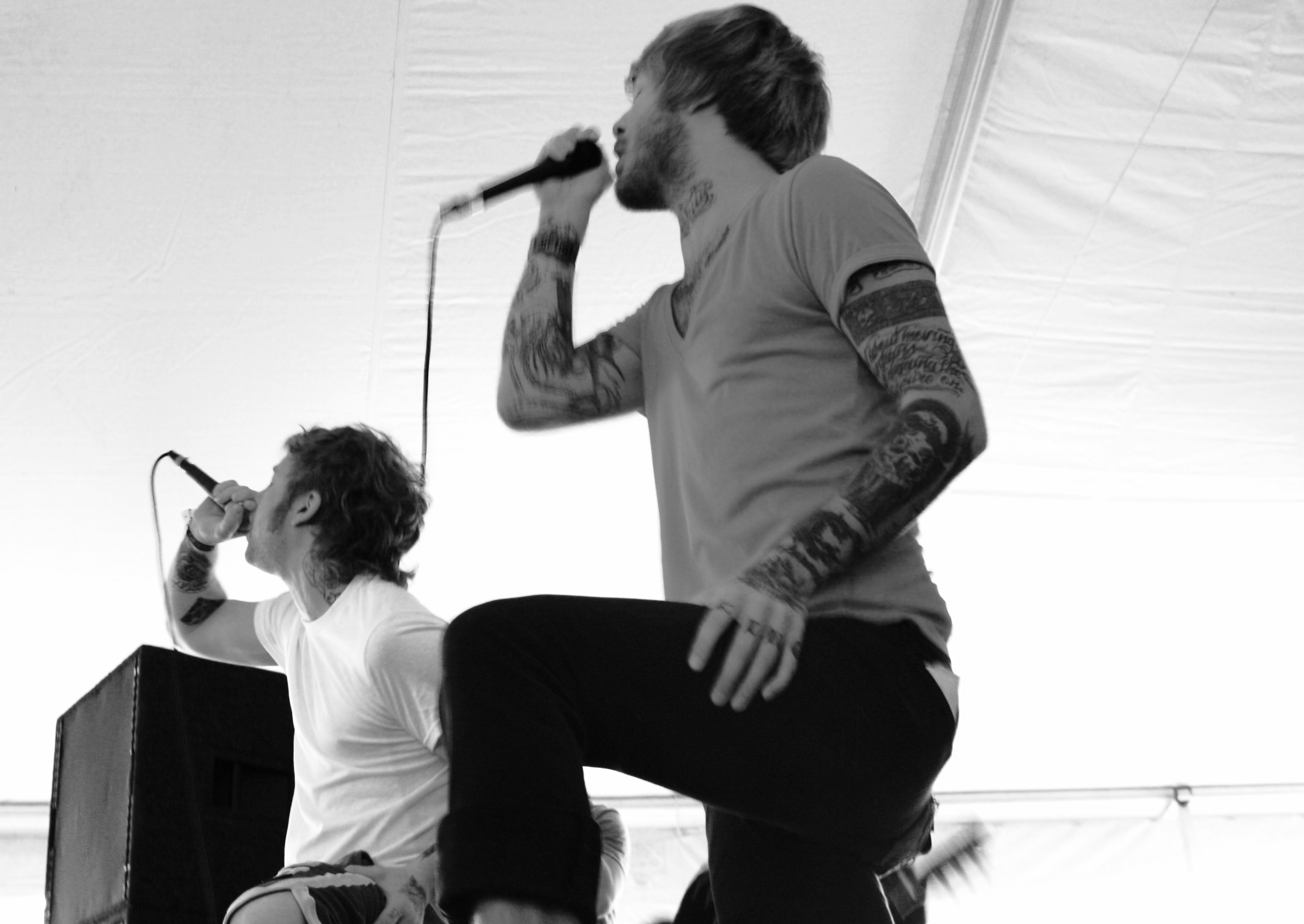
Jonny Craig e Craig Owens do Isles & Glaciers realizando seu único show no SXSW

Em 15 de dezembro de 2008, Alternative Press anunciou oficialmente e revelou o nome e a formação deste novo projeto, Isles & Glaciers. O primeiro EP da banda, The Hearts of Lonely People, foi produzido por Casey Bates, em Seattle, Washington, foi reformulado em abril de 2009, em Michigan e foi lançado 09 março de 2010.
Uma leitura de tweet em parte "... e as pessoas perguntam por que não vai fazer outro álbum I & G". foi enviado por Craig Owens, em 2011, quando o escândalo do MacBook estava acontecendo. Isto sugere que Isles & Glaciers não irão liberar quaisquer álbuns posteriores, pelo menos, com uma programação que inclui Jonny Craig.
Jonny Craig recentemente falou sobre Isles & Glaciers em uma entrevista recente. Ele afirmou que está disposto a participar, mas suspeita uma tensão com o que ele chama de "as pessoas mais populares do grupo".

### Trabalho solo (2010–2014)
Jonny Craig lançou o álbum solo A Dream Is a Question You Don't Know How to Answer em 18 de agosto de 2009, pela Rise Records. Ele é o primeiro artista solo na gravadora. Ele tem tomado promoção solo e fotos de imprensa para o lançamento no final de 2009 com o fotógrafo Gage Young, em Orlando, Flórida.
Rise Records listou Jonny Craig como um artista individual em seu site oficial, e lançou sua página no MySpace Music. Ele ainda lançou três músicas em seu perfil no Myspace do álbum solo, chamadas "Istillfeelher III", "Children of Divorce" e "7 AM, 2 Bottles And The Wrong Road". Craig foi em sua primeira turnê solo de novembro a dezembro, apoiando as bandas AFI, Sunrise Cinematic, e em seguida a atração principal com o apoio de Tides of Man e Sleeping With Sirens. Ele estava liderando uma turnê com o apoio da Tides of Man e Eye Alaska e vai entrar no festival Bamboozle  e SXSW.
Craig liderou a turnê "White Boys With Soul" com Fight Fair, Breathe Electric, Mod Sun, e The Divine. Craig também revelou recentemente que está gravando um novo álbum solo. Em uma entrevista na Warped Tour com MindEqualsBlown.net, Craig revelou que ele está tentando trabalhar com Alex Deleon do The Cab em um lado B de seu álbum solo. Craig anunciou em 16 de janeiro de 2011, que ele estaria entrando em hiato indefinido para "buscar a filmagem de seu documentário", afirmando que todos os seus registros atualmente planejados e shows seriam cancelados. Mais tarde, ele afirmou que ele iria sair fora dos shows com o Dance Gavin Dance e Emarosa. Em 21 de janeiro de 2011, Craig anunciou que na verdade não estava entrando em hiato, afirmando: "Agora eu sei que não há nada no mundo para mim".
Craig anunciou recentemente em sua página pessoal do Facebook que vai lançar um EP solo de 7 faixas em breve.  Mais tarde, ele afirmou que irá lançar uma demo produzida por Dae Bryson (anteriormente Darz Davie) no verão de 2012 e, em seguida, iria ir para a Flórida para a gravação de seu segundo álbum solo.
Craig será apresentado na edição de Alternative Press #288, que está previsto para ser lançado 5 de junho.
Craig foi está recentemente colaborando com Scoop Roberts para seu EP solo.
Em 15 de Janeiro de 2014, Jonny revelou estar iniciando uma nova banda. No dia seguinte, publicou em seu twitter que o nome da banda seria Slaves. De acordo com a Under The Gun Review, além de Jonny Craig nos vocais, a banda seria formada pelos guitarristas Jason Mays, Alex Lyman, e Christopher Kim, o baterista Tai Wright, e o baixista Colin Vieira.

### Slaves (2014–2019)
No início de 2014, a Artery Recordings anunciou a assinatura de contrato com a nova banda de Jonny Craig, Slaves, que também teria como membro Alex Lyman (Hearts & Hands). Em Junho do mesmo ano a banda lançou, pela Artery, o seu álbum de estreia, Through Art We Are All Equals.
O álbum conta com participações nos vocais de Kyle Lucas, Tyler Carter (Issues) e Vic Fuentes (Pierce The Veil). O single de estreia "The Fire Down Below" foi lançado em 22 de Abril de 2014.
Em 24 de janeiro de 2019, em uma mensagem postada na conta oficial da banda no Twitter, anunciaram que haviam removido Jonny Craig da banda
Logo após a banda divulgar sua declaração, a namorada de Jonny, Taylor Nicole Dean, twittou: "Ele deixou a banda para um programa de reabilitação. Ele escolheu sua saúde.

## Estilo vocal e influências
Craig é inspirado pela música soul, principalmente os artistas Aretha Franklin, Boyz II Men, e Craig David. Ele também mencionou atos da Motown Records e a banda MewithoutYou como influências. Craig tem realizado coberturas ao vivo das músicas "Cry Me a River", do Justin Timberlake, "Fuck You", de Cee Lo Green, e "Never Gonna Be Alone " de Nickelback.
A voz de Craig tem sido comparada a de Michael Jackson, Usher, e Christina Aguilera. O X-Factor temporada Austrália 2 vice-campeão, Sally Chatfield, citou Craig como sua principal influência musical e inspiração.

## Vida pessoal
Jonny tem um filho, a quem ele nunca conheceu, com uma ex-namorada. Esta situação serve de inspiração para a música "Children Of Divorce" de seu álbum solo A Dream Is a Question You Don't Know How to Answer. Ele tem dois irmãos, uma meia-irmã, Natalie, e um meio-irmão. Craig mantém uma estreita relação com sua irmã. Vídeos do Youtube foram publicados com Craig e Natalie cantando uma música de Justin Timberlake, "Cry Me a River" como um dueto. Ele atualmente mora em Sacramento, Califórnia. Recentemente, ele postou uma série de tweets afirmando que ele está noivo de sua namorada.

### Golpe de Internet e questões relacionadas com drogas
Em fevereiro de 2011, vários fãs de Craig começaram a vir para frente e acusando-o de estar envolvido em um esquema de internet. De acordo com as supostas vítimas, Craig estaria vendendo um MacBook utilizado através de sua conta no Twitter. Depois de aceitar um pagamento on-line, em média, entre $600 e $800 dólares depois de vender o produto para pelo menos 16 pessoas, Craig foi relatado para ter descontinuado uma comunicação com os compradores, e nenhum MacBook foi distribuído. Inicialmente, ele negou as acusações e alegou que seu Twitter que havia sido invadido e que ele não tinha envolvimento. No entanto, na semana seguinte, foi anunciado que Jonny Craig tinha deixado sua atual turnê com Emarosa com Chiodos para entrar em drogadição para curar suas batalhas em curso com o vício de drogas. Rise Records e a Fundação Artéria assumiu a responsabilidade financeira para o golpe de internet e pretende reembolsar qualquer um que tinha sido vítima. Tilian Pearson—do Tides of Man substituíd Craig durante sua ausência da Emarosa. Um pedido público de desculpas foi emitido depois de seu tratamento de drogadição que foi concluído em 8 de março de 2011.
Em outubro de 2011, Jonny Craig foi preso por duas acusações de posse de drogas, duas acusações de posse de parafernália de drogas, e uma acusação de falta de aparecer em uma acusação de crime com o conjunto de fiança de $15.000 dólares. Como resultado deste incidente, Dance Gavin Dance cancelou sua turnê e entrou em hiato. Craig foi libertado da prisão, algumas semanas depois e está programado para entrar em uma clínica de reabilitação por ordem judicial. Sua audição seguimento foi marcada para 30 de abril de 2012. continuou com sua turnê como planejado, mas não incluem Craig dizendo em seu Facebook oficial.
"Como alguns de vocês já ouviram hoje, Jonny Craig não vai fazer a próxima turnê com Dance Gavin Dance. Jonny está muito doente agora, e precisa fazer o que puder para ficar melhor. Estar na estrada não é lugar para alguém em sua posição agora. Ele precisa se concentrar em corrigir a si mesmo. Ele não foi expulso do Dance Gavin Dance, mas não podemos fazer turnê com ele, no estado atual, ele está dentro nós ainda queremos continuar a ser produtivos e tocando música que temos tanta paixão, é por isso que decidimos continuar com a turnê, sem Jonny. Nós amamos Jonny e esperamos que Jonny faça o que puder para ficar melhor, porque temos feito tudo o que pode para tentar tirá-lo limpar."
Craig recentemente superou um tribunal de drogadição ordenado dia 30. Ele foi libertado no dia 30 de março de 2012.

## Discografia
Com o Westerhalts
- Change, Leisure, and Retirement (Auto-lançado, 2001)

Com o Ghost Runner On Third
- Speak Your Dreams EP (Goodbye Blue Skies, 2005)[44]

Com o Dance Gavin Dance
- Whatever I Say Is Royal Ocean EP (Auto-lançado, 2006)
- Downtown Battle Mountain (Rise Records, 2007)
- Downtown Battle Mountain II (Rise Records, 2011)

Com o Emarosa
- Relativity (Rise Records, 2008)
- Emarosa (Rise Records, 2010)

Com o Isles & Glaciers
- The Hearts of Lonely People (Equal Vision Records, 2010)

Trabalho solo
- A Dream Is a Question You Don't Know How to Answer (Rise Records, 2009)
- Live at Bamboozle 2010 (Live Nation Studios, 2010)
- The Blue Print for Going in Circles (2012)
- 2012 Demo (leaked, 2012)
- Find What You Love and Let It Kill You (self-released, 2013)
- The Blueprint for Going in Circles (Compilação do album com Captain Midnite e Kyle Lucas. Artery Recordings, 2015)
- The Le Cube Sessions (2015)

Lista de participações especiais
| Grupo              | Álbum                                         | Música(s)                                                                   |
| ------------------ | --------------------------------------------- | --------------------------------------------------------------------------- |
| Lower Definition   | The Greatest of All Lost Arts                 | "Pueblo Cicada"                                                             |
| Broadway           | Kingdoms                                      | "Don't Jump the Shark Before You Save the Whale"                            |
| Pierce the Veil    | Selfish Machines                              | "She Makes Dirty Words Sound Pretty"                                        |
| MikeyWhiskeyHands! | Unreleased                                    | "This Ain't a Game" (creditado como Dr.Craig) e "$ex, Drugz e WhiskeyHands" |
| Falling Closer     | The Sweet Release                             | "The Bridge"                                                                |
| Bizzy Bone         | Crossroads: 2010                              | "Bottled Up Like Smoke"                                                     |
| Woe, Is Me         | Number[s]                                     | "Our Number[s]" and "Desolate [The Conductor]"                              |
| Mod Sun            | Health, Wealth, Success & Happiness (Mixtape) | "Become My Life"                                                            |
| Hands Like Houses  | Ground Dweller                                | "Lion Skin"                                                                 |
| Aerolyn            | Resilience                                    | "Harbinger"                                                                 |
| The Night Survives | So Captivating - Single                       | "So Captivating"                                                            |